# Election Day

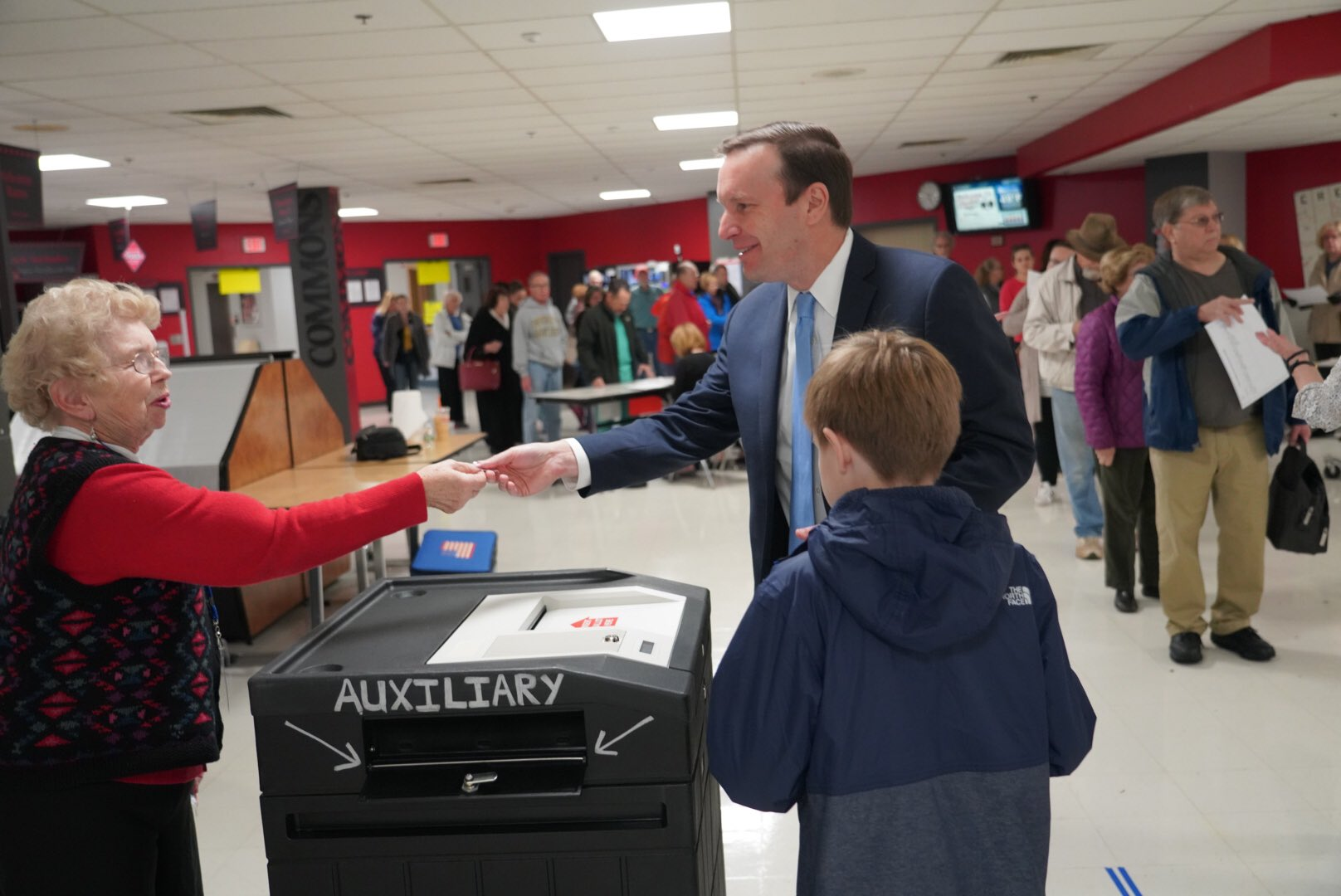
Chris Murpy op de dag van stemmen

Election Day (Nederlands: Verkiezingsdag) is in de Verenigde Staten de dag waarop federale verkiezingen worden gehouden (in gevallen waar ook eerder gestemd kan worden is een nauwkeuriger formulering 'de laatste dag waarop gestemd kan worden'; bij stemmen per post kan het gaan om de datering van het poststempel of de datum van aankomst van de post). In de jaren die door 4 deelbaar zijn (zoals 2024) worden presidentsverkiezingen gehouden. In veel staten zijn op dezelfde dag in de even jaren verkiezingen voor het Amerikaanse Congres. De meeste van de 435 zetels in het Huis van Afgevaardigden en van een derde van de 100 senatoren worden dan verkozen (de rest in de oneven jaren). Over het algemeen worden op die dag ook lokale verkiezingen gehouden. Election Day valt elk jaar op de eerste dinsdag na de eerste maandag in november, dus op de dinsdag in de periode van 2 tot en met 8 november.
In een aantal staten is Election Day een officiële vrije dag en er gaan stemmen op om dit op nationaal niveau in te voeren. In verscheidene staten, bijvoorbeeld in Indiana, South Carolina en Utah, zijn er wetten die de verkoop van alcoholische dranken op Election Day verbieden.
Het Congres nam in 1854 de wet aan waarbij Election Day een feit werd.